# Паоло Борселино
Паоло Борселино (итал. Paolo Borsellino; рођен 19. јануара 1940. у Палерму, преминуо 19. јула 1992) је био италијански судија специјализован за борбу против сицилијанске мафије.
Убијен је 1992. године, само два месеца након убиства његовог пријатеља и сарадника Ђованија Фалконеа.